# روبرت لوبو
روبرت لوبو (بالرومانية: Robert Lupu)‏ هو لاعب كرة الصالات ‏ ولاعب كرة قدم روماني، ولد في 28 أكتوبر 1982 في رومانيا. لعب مع City'US Târgu Mureș ‏.

## وصلات خارجية
- روبرت لوبو على موقع الاتحاد الأوربي (الإنجليزية)